# Xã Blakely, Quận Geary, Kansas
Xã Blakely (tiếng Anh: Blakely Township) là một xã thuộc quận Geary, tiểu bang Kansas, Hoa Kỳ. Năm 2010, dân số của xã này là 101 người.